# Deutsche Gesellschaft für Interventionelle Radiologie und minimalinvasive Therapie
Die Deutsche Gesellschaft für Interventionelle Radiologie und minimal-invasive Therapie (DeGIR) ist die Fachvertretung für alle interventionsradiologisch und minimal-invasiv tätigen Radiologen in der Deutschen Röntgengesellschaft (DRG). Der Hauptfokus der DeGIR-Aktivitäten liegt auf dem Gebiet der Fort- und Weiterbildung sowie der Qualitätssicherung interventionsradiologischer Praxis. Sie ist eine Unterorganisation der Deutschen Röntgengesellschaft (DRG), die die interventionellen Verfahren in der Radiologie fördern möchte. Sie ist 2008 aus der Arbeitsgemeinschaft für Interventionelle Radiologie (AGIR) der DRG hervorgegangen und hat über 2.000 Mitglieder (2025). Mitglieder der DeGIR müssen – abgesehen von Ehrenmitgliedern – zugleich Mitglied der DRG sein.
Die Organe der Gesellschaft sind die Mitgliederversammlung und der von ihr zwei-jährlich gewählte Vorstand. Die Mitgliederversammlung wird auf der wissenschaftlichen Jahrestagung der Muttergesellschaft, dem Deutschen Röntgenkongress, abgehalten. Seit Mai 2025 besteht der Vorstand aus neun gewählten Mitgliedern. Präsident ist Frank K. Wacker, Direktor Institut für Diagnostische und Interventionelle Radiologie an der Medizinischen Hochschule Hannover. 
Im August 2013 hatte die Gesellschaft 1.079 Mitglieder. Die Finanzierung der Geschäftsstelle wird von der DRG übernommen. Seit 2015 wird von den Mitgliedern ein jährlicher Beitrag erhoben.
Wichtigstes Angebot der DeGIR ist eine 1994 eingerichtete zentrale Datenbank, in der ca. 250 (Stand 2014) teilnehmende Einrichtungen ihre radiologisch-interventionellen Behandlungen auf freiwilliger Basis erfassen und auswerten. Damit soll das Gebot des § 137 SGB V erfüllt werden, Maßnahmen zur Qualitätssicherung nachzuweisen. Die Nutzung ist kostenpflichtig. Die Ergebnisse (Strahlendosen, Komplikationsraten etc.) werden den Ärzten rückgemeldet. 2011 erschien einmalig eine aggregierende Arbeit. Zumindest für die Behandlung von Schlaganfällen ist das Register nach eigener Aussage inzwischen (2020) flächendeckend für Deutschland, Österreich, und die Schweiz, allerdings sei die Datenqualität wegen der Freiwilligkeit noch unzureichend und es bestünden „erhebliche Differenzen zwischen realen und im Register aufgeführten Behandlungszahlen“.
Weiterhin bietet die Gesellschaft ein Fortbildungs-Curriculum und freiwillige Fachprüfungen in zwei Stufen für ihre Mitglieder. Sie zertifiziert radiologische Einrichtungen, die ihre Anforderungen erfüllen, als „DeGIR-Zentren für interventionelle Gefäßmedizin und minimal-invasive Therapie“, außerdem zusammen mit der Deutschen Gesellschaft für Neuroradiologie (DGNR) Ausbildungszentren, und mit weiteren Fachgesellschaften auch interdisziplinäre Gefäßzentren und Zentren für Dialysezugänge. Die Geschäftsstelle ist die der DRG in Berlin. Ihre Verbandsnachrichten veröffentlicht die DeGIR in der Zeitschrift Gefäßmedizin**.
Seit 2013 verleiht die DeGIR zu Ehren von Eberhard Zeitler jährlich im Rahmen der Eröffnungsfeier des Interventionell Radiologischen Olbert Symposiums (IROS) die Eberhard-Zeitler-Medaille für besondere Verdienste auf diesem Fachgebiet. Seit 2015 gibt es außerdem den Werner-Porstmann-Preis für die beste wissenschaftliche Arbeit über interventionelle Radiologie der letzten beiden Jahre, der auf der DRG-Jahrestagung verliehen wird.